# Veïnat de Vallors
El Veïnat de Vallors és una entitat de població del municipi de Santa Coloma de Farners, situat a la comarca de la Selva. En el cens de 2006 tenia 32 habitants.